# Mycron
La Mycron è stata una tra le prime aziende produttrici di microcomputers ed aveva sede ad Oslo in Norvegia.
Chiamata originalmente Norsk Data Industri è stata fondata nel 1975 da Lars Monrad-Krohn, uno dei padri fondatori della  Norsk Data.

## Computer prodotti dalla Mycron
| Modello     | Anno | CPU        | Sistema operativo | Note                                                               |
| ----------- | ---- | ---------- | ----------------- | ------------------------------------------------------------------ |
| MYCRO-1     | 1975 | Intel 8080 | MYCROP            | Primo computer dotato di singola scheda (SBC)                      |
| Mycron 3    |      |            | CP/M              |                                                                    |
| Mycron 1000 |      | Zilog Z80  | MP/M              |                                                                    |
| Mycron 2000 | 1980 | Intel 8086 | CP/M-86; MP/M-86  | Il computer basato sul Intel 8086; CPU multiple nello stesso case. |